# Frankie Klick
Frankie Klick est un boxeur américain né le 5 mai 1907 et mort le 18 mai 1982 à San Francisco, Californie.

## Carrière
Passé professionnel en 1924, il devient champion du monde des poids super-plumes après sa victoire au 7e round contre le cubain Kid Chocolate le 25 décembre 1933. Klick laisse son titre vacant l'année suivante pour affronter Barney Ross en super-légers. Après un premier match nul généreux pour son adversaire, il s'incline aux points lors du combat revanche. Il met un terme à sa carrière en 1943 sur un bilan de 83 victoires, 26 défaites et 13 matchs nuls